# 科普蘭 (堪薩斯州)
科普蘭（英語：Copeland）是一個位於美國堪薩斯州格雷縣的城市。

## 地方資料
根據2020年美國人口普查的數據，科普蘭的面積為0.60平方千米，當中陸地面積為0.60平方千米，而水域面積為0.00平方千米。當地共有人口251人，而人口密度為每平方千米418.33人。